# Carrello (meccanica)

Il vincolo del carrello impedisce la traslazione R

Il carrello in meccanica è un vincolo che, pur permettendo all'oggetto vincolato la rotazione  e la traslazione lungo l'asse parallelo al piano (nella figura esso è orizzontale), ne impedisce la traslazione lungo l'asse perpendicolare al piano (detta normale).
Il carrello è un vincolo bilatero ovvero in grado di eliminare sia l'abbassamento, sia l'innalzamento dell'oggetto rispetto al piano d'appoggio.
Di fatto elimina un solo grado di libertà e il centro di rotazione assoluta risiede lungo la normale.